# 迷幻药物
迷幻药物（英语：Psychedelic drug或Psychedelic agent，通称Psychedelic）是指主要功效为改变认知与知觉的精神药品，與游离药物（dissociative）、致谵妄药物（deliriant）三者因能誘發幻覺而包含在致幻剂这一门类下。相較兴奋剂或鸦片类藥物等影響意識狀態效果較類似的藥物，迷幻药物傾向於誘發心智產生與一般意识相比有定性差異的體驗。迷幻体验通常与恍惚、冥想、瑜伽、宗教狂喜、夢境、甚至瀕死經驗等非通常意識状态相比较。除了少數例外，大部分迷幻藥物成分為以下三者之一：色胺、苯乙胺、麥角酸胺。
迷幻藥物在大部分國家除了醫療外的用途是違法的。而除了常規使用外，迷幻藥物也常被用在娛樂用途。

## 藥理學分類與作用效果

### 血清素迷幻藥、傳統迷幻藥（5-HT2A受體激動劑）
此類傳統致幻劑包括麥角酸胺類的LSD與LSA 、色胺類的裸蓋菇素與DMT 、苯乙胺類的 仙人球毒鹼與2C-B。雖然化學結構不同，這些迷幻藥物都能夠產生類似的效用；不過也有些使用者認為這三類迷幻藥產生迷幻體驗的「感覺量」不同，迷幻藥物在低劑量時會造成感覺改變，例如感受到物體表面扭曲、形體暗示、顏色變換。使用者經常表示感覺經歷了未曾體驗過的強烈色彩以及反覆構成的幾何圖形。高劑量時，迷幻藥物會造成強烈且根本的的知覺變化，例如聯覺，或甚至感覺到額外的時空維度。有些迷幻藥物，例如2C-B ，無事件劑量與使人意識脫離現實的所需劑量差非常微小，有些則有較大的劑量幅度。某些迷幻藥物，例如5-甲氧基二甲基色胺，較少產生像其他迷幻藥物一樣的視覺影響效果。而ibogaine （色胺合成物）同時也是氮-甲基天門冬胺酸受體拮抗劑與κ型類鴉片受體激動劑，除了迷幻之外也有游離的效果。

### 同感劑/中樞神經興奮及迷幻移情藥（血清素釋放劑）
同感劑為取代基亞甲二氧基苯乙胺類迷幻藥物，其中包括 MDMA 、MDEA 以及 MDA 。其藥效為增強同理心、開放感、欣快感、愛情、高度自我意識、輕微的聽覺與視覺扭曲（整體而言會強化感官體驗）。此類藥物在銳舞次文化族群中被使用來加強社交與音樂體驗。

### 大麻素（CB-1大麻素受體激動劑）
四氫大麻酚（THC）等大麻類物質能夠活化腦部的內生性大麻系統。其效果包括一般意識變化、輕微欣快感、尋常滿足感、放鬆感或壓力減輕感、強化情節記憶回想、飢餓感、淫慾、強化感官經驗、誘發創造性或哲學性思考、瓦解線性記憶、偏狂、騷動、焦慮、以及增強其他迷幻藥物的作用。

### 游離藥物（氮-甲基天門冬胺酸受體拮抗劑）
某些藉由氮-甲基天門冬胺酸受體拮抗途徑作用的解離型藥物也會產生迷幻效用。解離型迷幻藥與血清素致幻劑差異在於解離型迷幻藥能造成強烈的真實感喪失與人格解體。例如K他命，除了與其他迷幻藥物相似的知覺變化效果外，還會使人有肉體脫離感與週遭環境失真感。 由於解離型藥物會更進一步產生鎮靜效果、剝奪迷幻體驗的感受，因此有時也不被歸類在迷幻藥物。

### 其他
解離型藥物的墨西哥鼠尾草有時也被歸類在非典型迷幻藥物。其致效成分salvinorin A為κ-鴉片類受體激動劑，作用在腦部的痛覺處理區域。有些鴉片製劑的使用者會體驗到κ-鴉片類受體活化與煩躁感的連結。墨西哥鼠尾草具有相當高的效價（以微克為差距的劑量）與劇烈的迷失感效果，包括「實體接觸」，真實知覺完全喪失以及意識被置換在其他物件當中的感受。此類效果在上述類萜的四氫大麻酚與生物鹼類的血清素迷幻藥、氮-甲基天門冬胺酸受體拮抗劑並不常見。